# Marquette County, Michigan
Marquette County är ett county i delstaten Michigan, USA, med 67 077 invånare och en yta på 8 871 km². Den administrativa huvudorten (county seat) är Marquette.

## Geografi
Enligt United States Census Bureau har countyt en total area på 8 871 km². 4 716 km² av den arean är land och 4 155 km² är vatten.

### Angränsande countyn
- Alger County - öst
- Delta County - sydost
- Menominee County - söder
- Dickinson County - söder
- Iron County - sydväst
- Baraga County - väst
- Houghton County - nordväst
- Keweenaw County - norr

### Städer
- Ishpeming - 6 686 invånare
- Marquette - 20 714 invånare
- Negaunee - 4 576 invånare

## Demografi
Av befolkningen hade 21,2 procent finskt och 6,0 procent svenskt påbrå 2000.